# James Fanchone
James Fanchone (Le Mans, 21 febbraio 1980) è un ex calciatore francese, centrocampista.